# Тай Одіасе
Тай Одіасе (народився 21 вересня 1995) — американський професійний баскетболіст клубу «Прометей» в Латвійсько-естонській лізі, грає на позиції центрального. Одіасе брав участь у драфті НБА 2018 року, але його не вибрали в двох раундах драфту.

## Кар'єра середнії школі
Одіасе грав у шкільний баскетбол у середній школі Хоумвуд-Флоссмур у Флоссморі, штат Іллінойс. Він був одним із 25 найкращих старших гравців штату Іллінойс і п’ятим найкращим центровим. Одіасе допоміг «Вікінгам» отримати титул учасника конференції під час свого юніорського сезону. Протягом останнього року навчання він набирав у середньому 17,4 очка, 10,4 підбирання та 3,1 блок-шота за гру. 

## Кар'єра в університеті
Одіасе, трирічний капітан, зіграв 130 ігор за UIC з 2014 по 2018 рік. Він виходив у стартовому складі 117 разів, включаючи всі 102 під керівництвом Стіва Макклейна. Уродженець Гленвуда, штат Іллінойс, був визнаний найкращим захисником Horizon League як у молодшому, так і в старшому сезоні, і він є одним із лише трьох гравців в історії Horizon League, яких тричі включали до команди всіх захисників конференції. Він набирав у середньому 9,3 очка, 5,6 підбирання та 3,1 блок-шота за гру.

## Професійна кар'єра

### Тенеріфе (2017-2018)
Після завершення кар'єри в коледжі в UIC Одіасе приєднався до «Тенеріфе» з Ліги АБК до кінця сезону. Одіасе провів 6 матчів так і неставши лідером «Тенеріфе». 

### Лавріо (2018-2019)
Після того, як Одіасе не був обраний на драфті НБА 2018 року, він приєднався до «Фінікс Санз» у Літній лізі НБА. Після цього Одіасе приєднався до «Лавріо» з Грецької баскетбольної ліги. Одіасе не допоміг добитися результатів «Лавріо» фінішувала на 13 місці в Чемпіонат Греції.

### Грінсборо Сворм (2019-2020)
У грудні 2019 року Одіасе був придбаний «Грінсборо Сворм» з Ліги розвитку НБА.  Одіасе набирав у середньому 4,8 очка, 3,7 підбирання та 1,3 блок-шота за гру.

### Геттінген (2020-2021)
22 липня 2020 року він підписав контракт з «Геттінген» з Баскетбольної Бундесліги.  Одіасе відіграв усі 34 ігри, в яких в середньому провів 27.3 хвилин набравши 13.4 очок, 6 підберань, 1.5 блок-шота.

### Ольденбург (2021-2022)
14 червня 2021 року він підписав контракт з «Ольденбург» з Баскетбольної Бундесліги .

### «Брешія»(2022-2023)
14 липня 2022 року він підписав контракт з  «Брешія» з  Серії А. Допоміг команді здобути Кубок Італії. 

### «Прометей»(2023-2024)
3 липня 2023 року він підписав контракт з командою «Прометей» з
латвійсько-естонської баскетбольної ліги.

## Досягнення

### Італія
- Володар Кубок Італії: 2022-2023.